# Shekere
Shekere (czyt. szekere) – instrument muzyczny z rodziny idiofonów, pochodzący z Afryki. Jest to grzechota zrobiona z suchej i pustej tykwy owiniętej siateczką z nanizanymi na nią muszelkami Kauri, które wydają przy pocieraniu charakterystyczny, głośny, trzeszczący dźwięk.

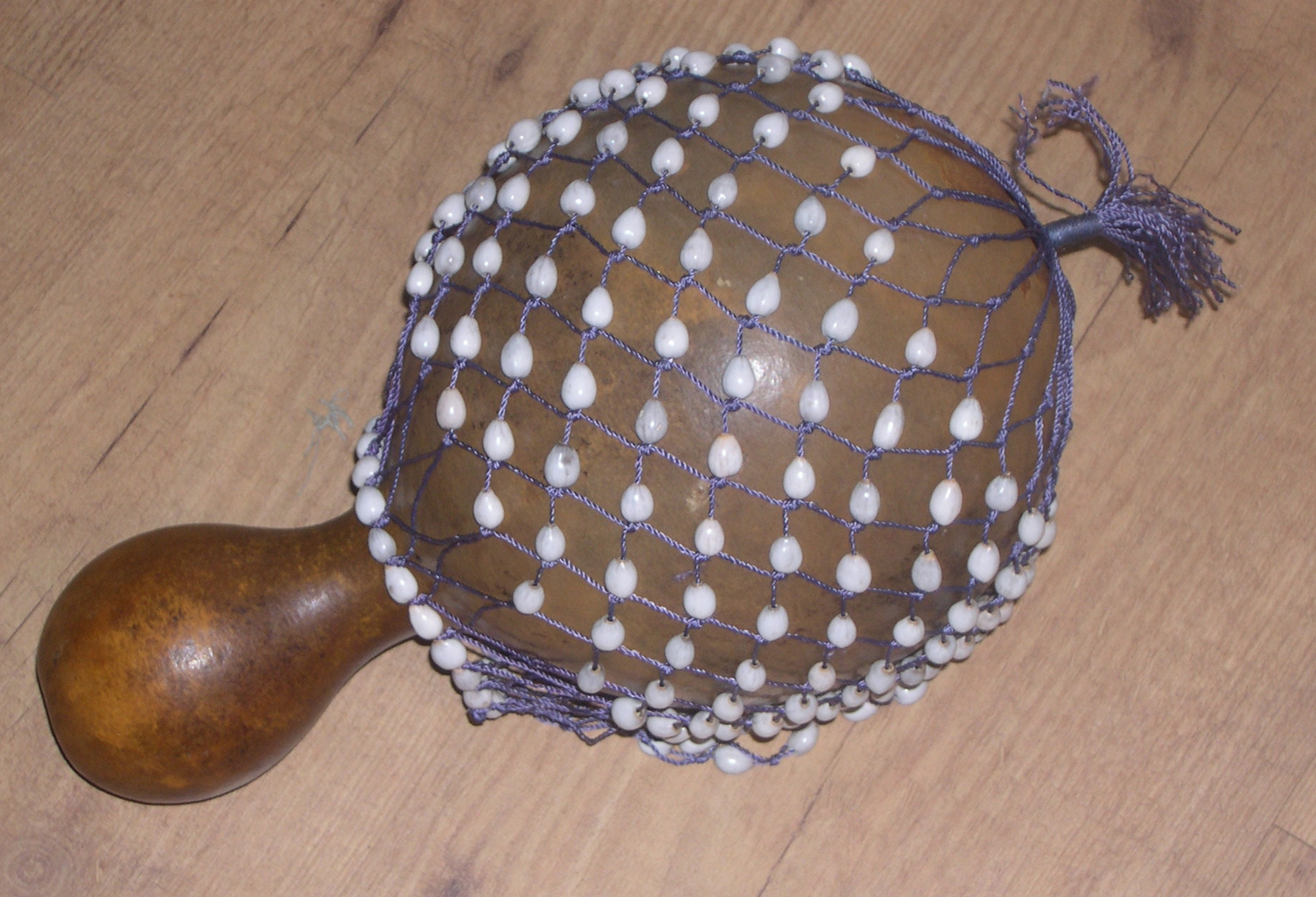
Shekere

Zależnie od regionu funkcję muszelek mogą pełnić nasiona kakaowca, drewniane koraliki. Inne afrykańskie nazwy instrumentu to: lilolo, axatse (Ghana), chequere, sekere (Nigeria). Kształt tykwy z której zrobiony jest instrument wpływa  na jego brzmienie. Jest ona suszona przez kilka miesięcy, a następnie usuwa się ze środka miąższ i nasiona. Ostateczny wygląd osiąga się polerując i barwiąc powierzchnię instrumentu.
Sposób grania to rytmiczne potrząsanie lub pocieranie muszelkami o tykwę. U ludu Joruba w Ibadanie (Nigeria) znany jest też sposób polegający na podrzucaniu wysoko i szybkim łapaniu instrumentu.
Shekere znane jest również w Ameryce Środkowej i Południowej pod nazwami: chekeré (Kuba), agbé, aggué, abwe, xequerê (Brazylia), cabaça, afoxé (mniejsza odmiana). Pod nazwą guiro znalazło zastosowanie w muzyce jazzowej oraz współczesnej.